# Gerardo Yépez Tamayo
Gerardo Yépez Tamayo (Sanare, Estado Lara, Venezuela, 16 de octubre de 1932-El Limón, Estado Aragua, 1 de abril de 2024) fue un biólogo, conservacionista y político venezolano, primer alcalde del Municipio Mario Briceño Iragorry del Estado Aragua y  autor del escudo de dicho municipio.

## Biografía
Graduado de la Universidad Central de Venezuela, fue profesor de esa universidad en la Facultad de Agronomía del núcleo El Limón. Desde 1968-1974 fue director del Instituto de Zoología Agrícola de esa facultad. Yépez Tamayo fue fundador y director del "Vivero Integral Biogranja" en el pueblo de Magdaleno al sur de Palo Negro y coordinador de la red venezolana del control de erosión por vetiver.

## Publicaciones
Yépez Tamayo es autor de dos libros de texto de Biología para la secundaria dictada en Venezuela así como de otras publicaciones, incluyéndolas más resaltadas:
- Los nematodos: enemigos de la agricultura, 1972 - Universidad Central de Venezuela.
- Ornitología de las Islas Margarita, Coche y Cubagua(Venezuela), 1964 - Sociedad de Ciencias Naturales La Salle.
- Aspectos de la naturaleza de las Islas Las Aves, 1960 - Sociedad de Ciencias Naturales La Salle.